# Mohammad Hassan Akhund
Mohammad Hassan Akhund (ملا محمد حسن اخوند; Pashmul, 1945) è un politico afghano, Primo Ministro e capo di governo dell'Afghanistan dal 7 settembre 2021, oltre che esponente di spicco dei talebani.
È in una lista di sanzioni delle Nazioni Unite.

## Biografia
Secondo i dati forniti dal Consiglio di sicurezza dell'ONU, Akhund è nato a Pashmul che allora si trovava nel distretto di Panjwayi ed è ora nel distretto di Zhari, nella provincia di Kandahar in Afghanistan. L'ONU ha stimato l'anno di nascita, che oscillerebbe tra il 1945-1950 e il 1955-1958. È considerato una delle persone più anziane tra i talebani ed era uno stretto collaboratore del mullah Omar.
Durante il governo talebano del 1996-2001, Akhund è stato vice ministro degli esteri dell'Afghanistan dal 1996 al 2001. In quel periodo è stato anche vice primo ministro. 
Dopo il ritorno al potere dei talebani nell'agosto 2021, Akhand è stato nominato il 7 settembre 2021 primo ministro ad interim.